# СКР-53 (проект 50)
СКР-53, Смели — сторожевой корабль проекта 50 Черноморского флота. В 1958 году был передан ВМС Болгарии.

## Служба

### ВМФ СССР
Сторожевой корабль СКР-53 проекта 50 был 3 июня 1954 года зачислен в списки кораблей ВМФ и 20 ноября 1954 года заложен на стапеле ССЗ № 445 им. 61 коммунара в Николаеве (заводской № 1134), спущен на воду 15 апреля 1955 года, вступил в строй 31 декабря 1955 года и 10 января 1956 года включен в состав Черноморского флота.

### ВМС Болгарии
15 октября 1958 года был исключен из состава ВМФ СССР в связи с продажей ВМС Болгарии и переименованием в «Смели».
Первые два корабля «Дръзки» и «Смели» получили тактические номера 31 и 32 и были включены в состав 1-го отдельного дивизиона противолодочных кораблей из состава 11 ВМБ-Варна. Во время походов в Средиземное море СКРам были присвоены временные тактические номера — 15 «Дръзки» и 16 «Смели». С получением третьего корабля первые два корабля получают новые номера — «Дръзки» — № 11, а «Смели» — № 12. «Бодри» получил тактический номер 13 и был включен в состав дивизии. В 1989 году На смену «Смели» пришел одноимённый СКР проекта 1159, также получивший номер 11, а «Дръзки» — номер 12.

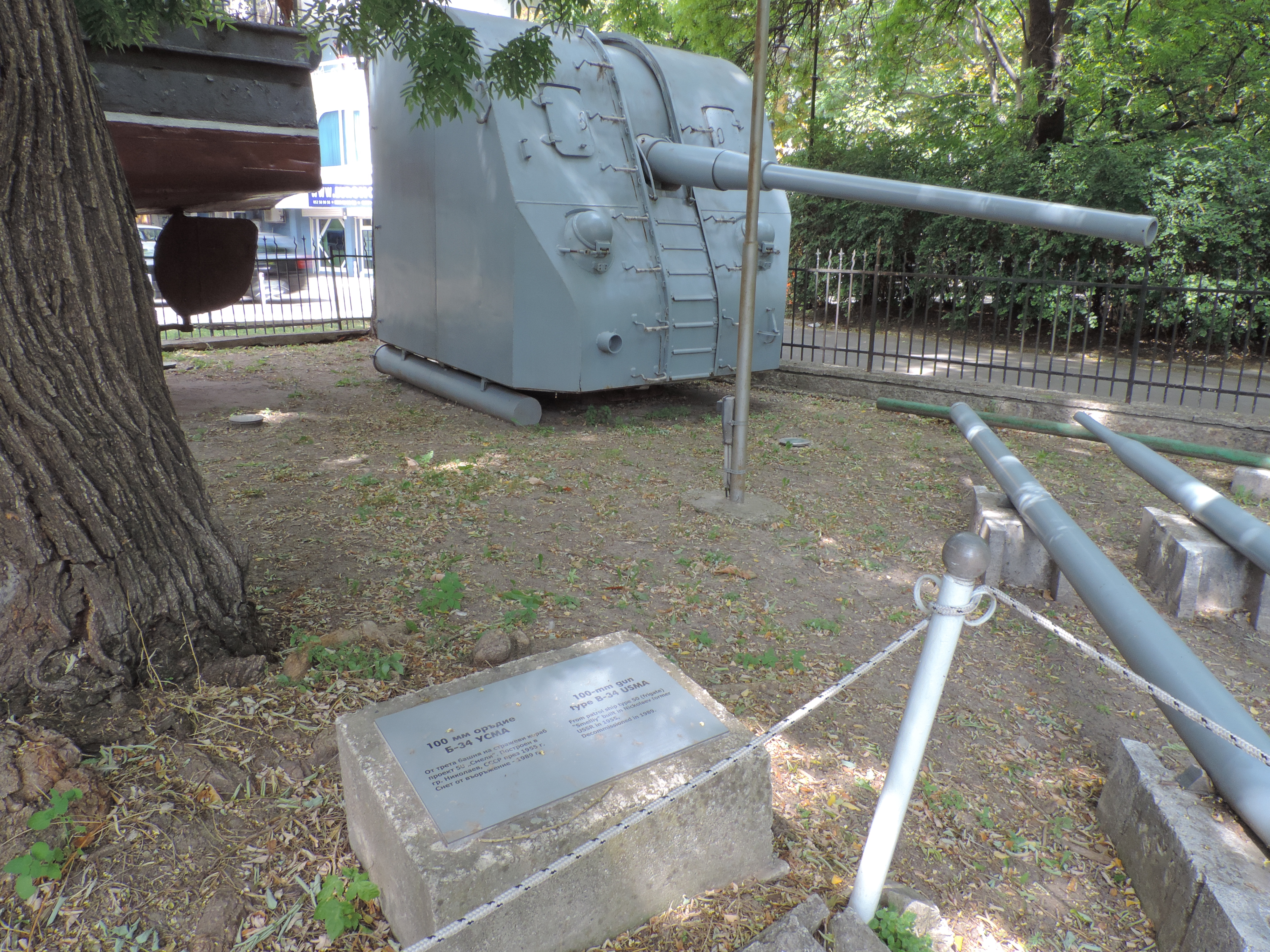
Башня 100-мм орудия Б-34УСМА с СКР Смели Военно-морской музей, Варна

«Дръзки» и «Смели» были первыми болгарскими кораблями, участвовавшими в совместных плаваниях с кораблями 5-й Средиземноморской эскадры ВМФ СССР. В октябре 1967 года они посещают Александрию с правительственной делегацией на борту. По возвращении корабли также провели первую встречу с кораблями 5-й Средиземноморской эскадры. 10-15 мая 1969 года отряд кораблей болгарских ВМС (сторожевые корабли «Дръзки» и «Смели» проект 50, а также минные тральщики № 21 и № 22) вышел в Средиземное море.
В последующие годы корабли регулярно принимали участие в походах и учениях с кораблями 5-й ОЭ. После 1980 года корабли входят в состав Объединённых эскадр с кораблями ВМФ СССР. Их исключили из списков флота в 1990 году. Одно из 100-мм орудий хранится в Военно-морском музее в Варне.
В 1989 году был разоружен и продан на лом.

## Примечание
1. ↑  На флоте серии неофициально называлась «полтинники» или «зверьки». Поскольку серия была большой названия вскоре перешли на птиц, а часть кораблей остались номерными.
2. 1 2 3  Сторожевой корабль "СКР-53". Черноморский флот - информационный ресурс (2024). Дата обращения: 11 ноября 2024. Архивировано 11 ноября 2024 года.
3. 1 2 3  Стражеви кораб проект 50 “Горностай” /№31 Дръзки, №32 Смели, №13 Бодри/ (болг.) // "Вимпел" сайтът за военноморска история. — 2002—2023. Архивировано 19 апреля 2023 года.